# جيسي جونز
جيسي جونز (بالإنجليزية: Jesse Jones)‏ هو جندي أمريكي، ولد في 13 نوفمبر 1936، وتوفي في 14 يوليو 2014.